# Eruption (discogroep)
Eruption was een Britse discogroep met muzikanten uit Afrika en Zuid- en Midden-Amerika. De groep is vooral bekend van de hits I can't stand the rain uit 1978 en One way ticket uit 1979. De bekendste zangeres van de groep was Precious Wilson.

## Biografie
In 1969 richtte de Nederlands Antilliaanse gitarist Greg Perrineau in Londen de groep Silent Eruption op. Deze groep bestond verder uit zijn broer Morgan Perrineau (bassist), de Guyanees Gerry Williams (toetsenist), de Ghanees Eric Kingsley (drummer) en zangeres Leslie Johnson. In 1974 had de groep inmiddels zijn naam verkort tot Eruption en was de Jamaicaanse Precious Wilson bij de groep gekomen als achtergrondzangeres. De groep won aan populariteit in Londen en deed een jaar later mee aan de RCA Soul Search Contest. De groep won deze talentenjacht en kreeg een platencontract. De single die Eruption mocht uitbrengen, heette Let me take you back in time. Het nummer werd echter geen hit en het succes van de groep nam weer af. Hierna stapte Johnson uit de groep. Toen uit audities geen geschikte kandidaat naar voren kwam om Johnson te vervangen, werd Wilson leadzangeres.
Omdat ze in Engeland alsmaar minder geboekt werden, gingen ze ook op het Europese vasteland optreden. Daar werden ze in West-Duitsland ontdekt door een talentscout, die hen voorstelde aan muziekproducent Frank Farian. Hij liet Eruption optreden in het voorprogramma van zijn succesgroep  Boney M en bood de groep in 1977 een contract aan. Hierdoor kon de groep zijn debuutalbum Eruption opnemen, dat vooral bestond uit covers van redelijk onbekende nummers in een discojasje. Qua sound stond het dichter bij de oorsprong van het Amerikaanse disco (soul en funk) dan Boney M. De eerste single Party party bleef onopgemerkt, maar de tweede single werd een groot wereldwijd succes. Dit was de Ann Peebles-cover I can't stand the rain, die een nummer 5-hit werd in Nederland en het Verenigd Koninkrijk en de achttiende plaats haalde in de Amerikaanse Billboard Hot 100. In Vlaanderen leverde het Eruption zelfs een nummer 1-hit op. Na het succes werd het eigen geschreven Party party opnieuw gepromoot en werd hierdoor in verschillende landen alsnog een bescheiden hit.
Een jaar later verscheen het tweede album van de groep: Leave a light. De Neil Sedaka-cover One way ticket (to the blues) werd de tweede en laatste grote hit voor Eruption. Hoewel dit nummer in de Verenigde Staten niet scoorde, was in Europa het succes vergelijkbaar met dat van een jaar geleden. Later in 1979 verliet Precious Wilson de groep om een solocarrière uit te bouwen. Haar eerste solosingle Hold on, I'm coming bleef in Nederland echter in de tipparade hangen, maar in Oostenrijk en Zwitserland werd ze erg populair. In Nederland en Vlaanderen had ze slechts één hitje in 1980 met Cry to me. Eruption ging desalniettemin door met een andere leadzangeres: Kim Davis. Met haar werd in 1980 het album Fight fight fight opgenomen. Hoewel het grote succes nu ook in Engeland en de Benelux voorbij was, werd in de Duitstalige landen nog een hit gescoord met Go Johnnie go. Hetzelfde jaar nog kwam Kim Davis om het leven bij een auto-ongeluk. Eruption gaat desondanks verder met de vierde zangeres Jane Jochen. Met haar scoorde de groep haar laatste Duitse hit met de Del Shannon-cover Runaway. Daarna verhuisde de groep naar het label Jupiter Records van Ralph Siegel. Er werden in de jaren die volgden nog diverse singles uitgebracht en in 1983 nam de groep zijn vierde en laatste album Our way op, maar hun nieuwe werk sloeg niet aan. In 1985 besloot de groep ten slotte om uit elkaar te gaan.
Na het uit elkaar gaan van de groep verschenen nog twee singles. In 1988 werd een remix van I can't stand the rain uitgebracht en in 1994 een van One way ticket. Beide nieuwe versies werden geen commercieel succes. De laatste remix was afkomstig van het door Farian uitgegeven verzamelalbum Eruption Gold, waarop overigens maar zeven (geremixte) nummers van Eruption stonden en wat voor de rest bestond uit solowerk van Precious Wilson. Daarna trad Wilson nog op als Precious Wilson & Eruption.

## Bezetting
De voornaamste leden waren:
- Precious Wilson (1974-1979)
- Greg Perrineau
- Morgan Perrineau
- Gerry Williams  († 2020)
- Eric Kingsley

## Discografie

### Singles
| Single met eventuele hitnotering(en) in de Nederlandse Top 40 | Datum van verschijnen | Datum van binnenkomst | Hoogste positie | Aantal weken | Opmerkingen                                           |
| ------------------------------------------------------------- | --------------------- | --------------------- | --------------- | ------------ | ----------------------------------------------------- |
| I can't stand the rain                                        |                       | 14-1-1978             | 5               | 13           | #4 in de Nationale Hitparade                          |
| Party party                                                   |                       | 13-5-1978             | 16              | 6            | #16 in de Nationale Hitparade / #18 in de TROS Top 50 |
| One way ticket                                                |                       | 7-4-1979              | 4               | 11           | #5 in de Nationale Hitparade / #4 in de TROS Top 50   |

| Single met hitnotering(en) in de Vlaamse Ultratop 50 | Datum van verschijnen | Datum van binnenkomst | Hoogste positie | Aantal weken | Opmerkingen      |
| ---------------------------------------------------- | --------------------- | --------------------- | --------------- | ------------ | ---------------- |
| I can't stand the rain                               |                       | 4-2-1978              | 1               | 12           | in de BRT Top 30 |
| Party party                                          |                       | 13-5-1978             | 12              | 8            | in de BRT Top 30 |
| One way ticket                                       |                       | 24-3-1979             | 3               | 15           | in de BRT Top 30 |

#### NPO Radio 2 Top 2000
| Nummers met noteringen in de NPO Radio 2 Top 2000 | '00  |
| ------------------------------------------------- | ---- |
| I Can't Stand the Rain                            | 1668 |
| One Way Ticket                                    | 1684 |

1. ↑  Een vetgedrukt getal geeft de hoogste notering van een nummer aan.
2. ↑  2000 was het eerste jaar met een notering voor Eruption.
3. ↑  Deze tabel is bijgewerkt tot en met de meest recente editie (2024).